# 大连市学校列表
这里罗列了大连市的部分学校及其基本信息。

## 大学
- 大连理工大学（教育部直属高校；985工程、211工程、“双一流”建设高校、全国重点大学）：前身为大连工学院。
- 大连海事大学（交通运输部直属高校；211工程、“双一流”建设高校、全国重点大学)：原大连海运学院，综合性大学，高等航海学府，是被国际海事组织认定的世界上少数几所“享有国际盛誉”的海事院校之一。学校成立于1909年，是中国第一所拥有高等航海教育的学府。
- 东北财经大学
- 辽宁师范大学
- 大连外国语大学
- 大连医科大学
- 大连交通大学
- 大连工业大学
- 大连海洋大学
- 大连民族大学（国家民族事务委员会直属高校）
- 大连大学
- 中国人民解放军海军大连舰艇学院
- 辽宁警察学院
- 辽宁中医药大学大连校区
- 沈阳音乐学院大连校区
- 鲁迅美术学院大连校区
- 大连教育学院
- 大连开放大学
- 大连职工大学
- 大连东软信息学院
- 辽宁对外经贸学院
- 大连财经学院
- 大连艺术学院
- 大连科技学院
- 大连理工大学城市学院
- 大连工业大学艺术与信息工程学院
- 大连医科大学中山学院
- 辽宁师范大学海华学院
- 辽宁轻工职业学院
- 大连职业技术学院
- 大连软件职业学院
- 大连枫叶职业技术学院
- 大连航运职业技术学院
- 大连汽车职业技术学院
- 大连装备制造职业技术学院
- 中国人民解放军空军通信士官学校
- 海军职工大学

## 科研院所
- 中国科学院大连化学物理研究所
- 中国科学院大学能源学院
- 大连测控技术研究所

## 高中
- 大连市第一中学
- 大连市第二中学
- 大连市第三中学
- 大连市第五中学（隶属于西岗区教育局，完全中学）
- 大连市第八中学（校舍原为大连霞小学校所用）
- 大连市第十一中学
- 大连市第十二中学
- 大连市第十三中学（隶属于沙河口区教育局，曾经为完全中学，2011年已无初中）
- 大连市第十五中学（美术特色学校，完全中学）
- 大连市第十六中学（完全中学）
- 大连市第二十高级中学
- 大连市第二十三中学
- 大连市第二十四中学
- 大连市第二十五中学
- 大连市第三十六中学
- 大连市第四十四中学（完全中学）
- 大连市第四十八中学
- 辽宁师范大学附属中学（隶属于辽宁师范大学）
- 大连理工大学附属高级中学（隶属于大连理工大学）
- 大连育明高级中学
- 大连市红旗高级中学
- 大连铁路职工子弟中学
- 大连市经贸高级中学
- 大连市信息高级中学
- 大连市综合高级中学
- 大连市甘井子区鉴开中学
- 大连市朝鲜族学校
- 大连市旅顺中学
- 大连市旅顺第二高级中学
- 大连市旅顺口区第三高级中学
- 大连市金州高级中学
- 大连市一〇二中学
- 大连市一〇三中学
- 大连市一〇八中学
- 大连经济技术开发区第一中学
- 大连经济技术开发区第八中学
- 大连经济技术开发区第十中学
- 大连保税区第一高级中学
- 大连市第二十四中学金普学校
- 大连市普兰店区高级中学
- 大连市普兰店区第一中学
- 大连市普兰店区第二中学
- 大连市普兰店区第九中学
- 大连市普兰店区第三十八中学
- 大连海湾高级中学
- 瓦房店市高级中学
- 瓦房店市第二高级中学
- 瓦房店市第三高级中学
- 瓦房店市第四高级中学
- 瓦房店市第八高级中学
- 瓦房店市实验高级中学
- 大连长兴岛高级中学
- 庄河市高级中学
- 庄河市第二高级中学
- 庄河市第三高级中学
- 庄河市第四高级中学
- 庄河市第五高级中学
- 庄河市第六高级中学
- 长海县高级中学
- 大连教育学院附属高级中学
- 大连王府高级中学
- 大连中山高级中学
- 大连金石高级中学
- 大连渤海文谷高级中学

## 中职
- 大连电子学校
- 大连市轻工业学校
- 大连铁路卫生学校
- 大连商业学校
- 大连市经济贸易学校
- 大连模特艺术学校
- 大连综合中等专业学校
- 大连旅游学校（大连女子学校）
- 大连市建设学校
- 大连市交通口岸职业技术学校
- 大连市烹饪中等职业技术专业学校
- 辽宁师范大学附属中等职业技术专业学校